# Tutu de feijão
O tutu de feijão, tutu ou ungui (u ou ü) é uma iguaria típica da culinária brasileira feita com feijão cozido, refogado e engrossado com farinha de mandioca ou de milho. Ele costuma ser refogado com pedaços de bacon frito, cebola e alho, e misturado com farinha de mandioca se for preto ou farinha de milho se for mulatinho. O feijão poderá ser passado no liquidificador antes de ser refogado, e então ficará com a consistência do angu de fubá. É normalmente associado à culinária típica de Minas Gerais e São Paulo. Mas também pode ser encontrado nas cidades interioranas do estado do Rio de Janeiro, principalmente quando feito com feijão preto, e também no estado do Paraná.

## Etimologia
A palavra "tutu" se originou do termo quimbundo ki'tutu. "Ungui" se originou provavelmente de um idioma africano.

## História

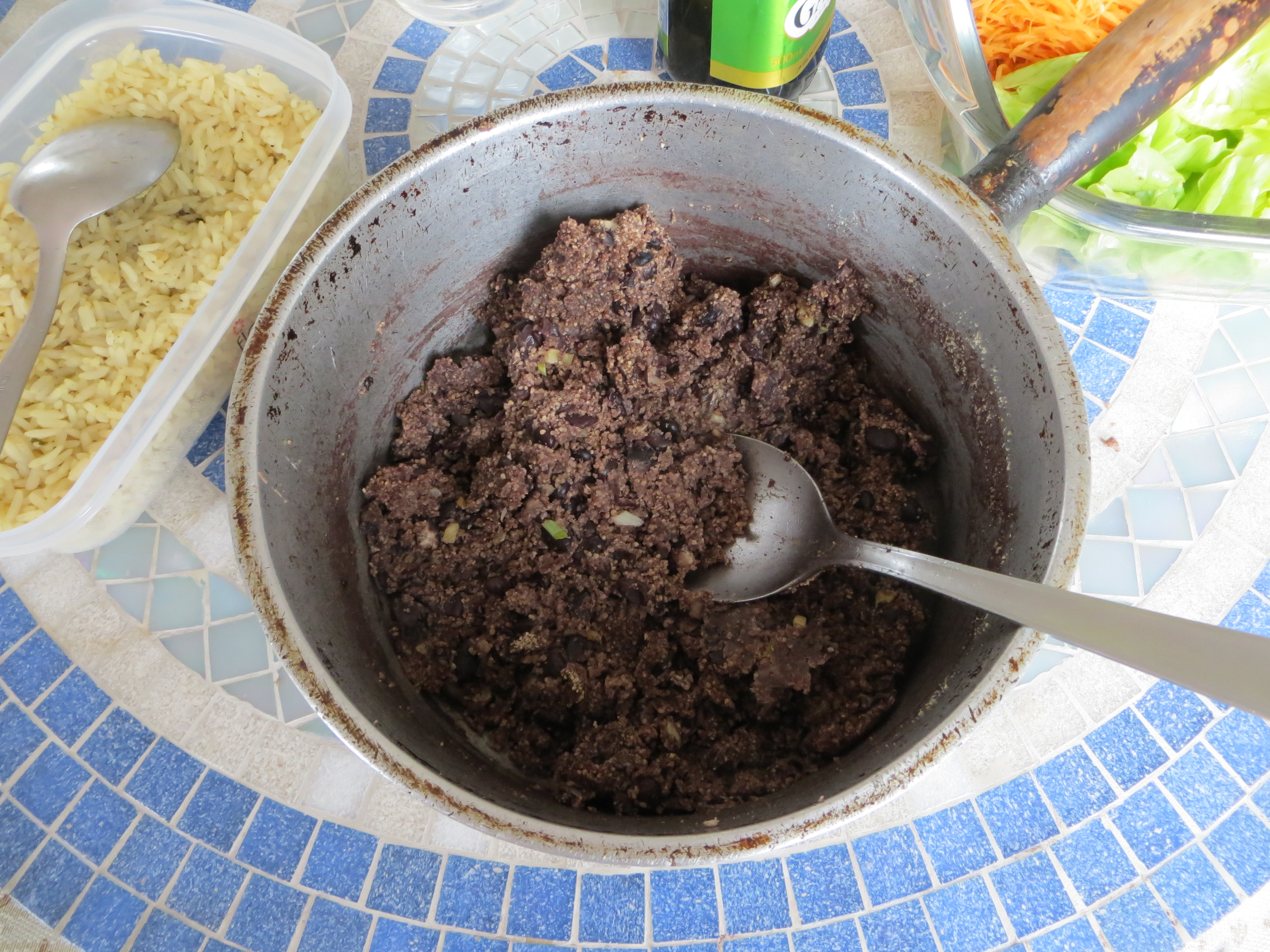
Um tutu de feijão preto feito em casa em panela de ferro.

O prato pode ter sua origem no estado de São Paulo, onde faz parte do prato conhecido como virado à paulista, servido nos botecos e restaurantes da capital paulista às segundas-feiras. Foi no século XVI(16),com a chegada ao Brasil dos portugueses atraídos pela riqueza de ouro e diamante, que as misturas de cultura aconteceram com mais intensidade, dando origem a pratos muito conhecidos hoje. Naquela época, em consonância principalmente com a rápida imigração, as cidades ficaram superlotadas e a falta de alimentos passou a ocorrer com frequência. Em virtude da escassez, as negras cozinheiras tinham que usar pouco sal (ingrediente caro naquela época) e criar pratos feitos à base de componentes como feijão preto, milho, mandioca, frutas, raízes e folhas de todos os tipos. Assim, a cozinha mineira se fez da simplicidade, sem grandes requintes, mas com um ingrediente importante: a criatividade. O tutu de feijão acompanha as rotas dos antigos tropeiros.[carece de fontes?]